# ترین اشلی
‌ترین اشلی (انگلیسی: Teryn Ashley؛ زادهٔ ۱۲ دسامبر ۱۹۷۸) یک تنیس‌باز اهل ایالات متحده آمریکا است.